# Sale (Croazia)
Sale (in croato Sali) è un comune croato della regione zaratina, in Croazia, si trova nell'isola Lunga o isola Grossa (croato Dugi Otok).

## Storia
Il borgo dalmata appartenne fin dal XV secolo alla Repubblica di Venezia.
Promessa all'Italia nel Patto di Londra, passò, nonostante questo, al Regno dei Serbi, Croati e Sloveni nel 1921. Dal 1941 al 1943 fu annessa al Regno d'Italia e fu inclusa successivamente nel Governatorato della Dalmazia, nell'ampliata provincia di Zara. Nel 1945, dopo la fine della seconda guerra mondiale, Sale entrò a far parte della Repubblica Socialista di Croazia, stato federato della Jugoslavia, per poi passare alla Croazia indipendente nel 1991.
Fino al 1947 il comune includeva anche le isole Incoronate, ma successivamente le isole furono unite al comune di Morter-Incoronate.

## Società

### La presenza autoctona di italiani
È presente una piccola comunità di italiani autoctoni che rappresentano una minoranza residuale di quelle popolazioni italiane che abitarono per secoli la penisola dell'Istria e le coste e le isole del Quarnaro e della Dalmazia, territori che appartennero alla Repubblica di Venezia. La presenza degli italiani a Sale è drasticamente diminuita in seguito agli esodi che hanno seguito la prima e la seconda guerra mondiale.
Oggi a Sale, secondo il censimento ufficiale croato del 2011, esiste una modestissima minoranza autoctona italiana, pari al 0,18% della popolazione complessiva.

## Geografia antropica

### Località
Il territorio comunale è suddiviso in 12 frazioni (naselje), di seguito elencate. Tra parentesi il nome in lingua italiana, spesso desueto.
- Božava (Bosavia[7][8][9] o Boxava[10])
- Brbinj (Berbigno[11][12][13] o Birbigno[14])
- Dragove (Dragovo[15])
- Luka (in origine Luka Sustipanja) (Santo Stefano[16][17])
- Sali (Sale), sede comunale
- Savar (Sauro[11][14])
- Soline (Saline[18][19][20])
- Veli Rat (Punte Bianche[14][19][21][22][23])
- Verunić (Verona[21][23][24])
- Zaglav (Zaglava[5][25][26][27])
- Zverinac (Sferinaz[10][28][29])
- Žman (Sman[25][26][30])